# Dendropsophus subocularis
Dendropsophus subocularis är en groddjursart som först beskrevs av Dunn 1934.  Dendropsophus subocularis ingår i släktet Dendropsophus och familjen lövgrodor. IUCN kategoriserar arten globalt som livskraftig. Inga underarter finns listade i Catalogue of Life.